# 短叶虎耳草
短叶虎耳草（学名：Saxifraga brachyphylla），为虎耳草科虎耳草属下的一个植物种。